# Mr. Clean (marca)
Mr. Clean es una marca de limpieza propiedad de la compañía Procter & Gamble.

## Historia

### Historia del detergente
Mr. Clean  fue ideado por Linwood Burton, un empresario estadounidense del sector de la limpieza de las naves de la marina. Anteriormente, las naves se limpiaban con disolventes y abrasivos capaces de disolver la grasa; pero estos disolventes eran muy peligrosos para los operarios. Burton, que tenía conocimientos básicos en química, creó Mr. Clean  en el intento de limpiar las naves garantizando la seguridad de los empleados. Más tarde, en el año 1958, vendió el producto a Procter & Gamble; a solo seis meses de su debut publicitario televisivo, Mr. Clean  se convirtió en el detergente líquido más vendido del mercado y el primero envasado en botella de plástico. Cinco años después, en noviembre de 1962, a Mr. Clean  le fue adjudicado el primer nombre Veritably (más tarde traducido en español como “Don”) a través de la campaña publicitaria “Give Mr. Clean a First Name”.

### Historia del personaje
El personaje Mr. Clean  es la mascota de los productos. La idea de diseñar Mr. Clean  como un hombre bronceado, musculoso y calvo es de Harry Barnhart. El diseño fue realizado en 1957 por Ernie Allen, miembro del equipo artístico de la agencia publicitaria Tatham-Laird & Kudner de Chicago, Illinois. El modelo original para el personaje de Mr. Clean  era un marinero de la Marina de los Estados Unidos, de la ciudad de Pensacola, en Florida. Hal Mason, el animador jefe de Cascade Pictures en Hollywood, en California, modificó el material publicitario existente para hacerlo más utilizable en los spot televisivos escritos, producidos y dirigidos por Thomas Scott Cadden; Mr. Clean  fue dibujado por el ilustrador Richard Black, como un “Genie in a bottle” (genio en botella), con el pendiente, los brazos cruzados y la capacidad de aparecer mágicamente en el momento oportuno. House Peters Jr. fue el primer actor en interpretar a Mr. Clean  en vivo, en los spot televisivos. En septiembre de 2010, Mr. Clean , apareció en la portada Biz X Magazine.

### Historia de las campañas publicitarias y de los productos en los Estados Unidos
- En 1963, Mr.Clean ha interpretado el papel de un agente de policía que arrestaba los problemas de la suciedad en la campaña publicitaria “Grime Fighter”(el luchador de la suciedad).
- En 1965, Mr.Clean ha aparecido enfadado con la suciedad en la campaña “New, Mean Mr. Clean” (Nuevo, Enfadado Don Limpio).
- En 1966, ha sido lanzada la campaña “Mr. Clean leaves a sheen where you clean”(Don Limpio deja brillante todo lo que limpies).
- En 1968, Mr. Clean ha sido mejorado con aromas de pino y un mejor poder limpiador.
- En el mes de octubre de 1970, “Mr. Clean lemon refreshed” (Don Limpio fresco limòn) ha salido en preestreno.
- En el verano de 1972, ha sido introducido “Two fisted Mr. Clean” (Don Limpio dos punos), ideal para limpiar y dar brillo.
- En el mes de julio de 1976, ha sido introducido “Sunshine Fresh Mr. Clean” (Don Limpio fresco esplendor) con una fragancia mejorada.
- En diciembre de 1981, ha sido introducida una nueva fórmula para el suelo sin cera.
- En julio de 1985, ha sido introducido un nuevo Mr.Clean con un mejor poder limpiador. En el mismo año, en Los Ángeles, ha sido lanzada una búsqueda nacional para el doble de Mr. Clean.
- En 1986, Mr. Clean ha sido introducido en la versión spray.
- En 1996, Mr. Clean ha aparecido concentrado “Ultra Mr. Clean”(Don Limpio Ultra).
- En 2003, ha sido introducido “Mr. Clean Magic Eraser” (Don Limpio borrador màgico), un detergente en espuma de melamina.
- En 2012, ha sido lanzada la campaña “Mr. Clean-The Origin” (Don Limpio los origines).

## El jingle
Las palabras y la música del jingle de Mr. Clean  han sido escritas por Thomas Scott Cadden, productor y director de los spots televisivos, de la Cascade Pictures en Hollywood, California. Cadden ha escrito el jingle en su casa de Skokie, Illinois, y ha usado una normal grbadora para la primera grabación, voz y piano, para prestar a la agencia publicitaria Tatham-Laird & Kudner y después a Procter & Gamble. Procter & Gamble ha aprobado el jingle en la primavera/verano de 1957. El jingle original era un dúo de música popular entre un hombre (Don Cherry) y una mujer (Betty Bryan) y es el jingle más usado en la historia de la televisión. Ha aparecido con la introducción del producto, en el primer grupo de spot salidos en televisión en el mes de agosto de 1988, en WDTV/KDKA en Pittsburgh, Pensilvania. El jingle está protegido por copyright con los números EU589219 y EU599220 y está escrito en la ASCAP con los códigos 570098598 y 570006267. En seguida, el texto original de Thomas Scott Cadden: la canción ha sido fuente de inspiración en la parodia alemana del occidente del 2001, Der Schuh des Manitu (Shoe Manitu) de Michael Bully Herbig, para una escena con Sky du Mont que menciona el spot del “superperforador”, un arma de fantasía.

## Versiones internacionales
El nombre de “Mr. Clean” existe en los siguientes países:
- Don Limpio, en España (originalmente lanzado y vendido durante muchos años como Mr. Proper)
- Mastro Lindo en Italia y en Malta.
- Maestro Limpio, en México.
- Meister Proper, en Alemania (originariamente nombrado durante un tiempo Mr. Proper).
- Meneer Proper, en la Comunidad Flamenca de Bélgica y en los Países Bajos (comúnmente la marca es conocida como Mr.Proper).
- Don Maximo, en Perú.
- Pan Proper, en Polonia.
- Mister Proper, en Bulgaria, Croacia, República Checa, Hungría, Letonia, Lituania, Medio Oriente, Países Bajos, Serbia, Eslovaquia, Rumania, Rusia e Ucrania.
- Monsieur Net, en Quebec e en la Canadá francesa.
- Monsieur Propre, en la Bélgica francófona y en Francia.
- Мистер Пропер (romanizado, Mister Proper), en Rusia.

En el Reino Unido y en Irlanda, el producto es vendido bajo el nombre Flash.Flash Archivado el 26 de marzo de 2015 en Wayback Machine.
Además, Flash, a diferencia de Mr. Clean, no tiene una mascota. Flash ha sido promocionado en la televisión británica por la actriz escocesa Molly Weir, con el eslogan “Flash cleans floors WITHOUT scratching” (Flash limpia los suelos sin estropearlos).